# Krunoslav Zujić
Krunoslav Kruno Zujić (Poljica, 19. kolovoza 1929. – Imotski, 6. siječnja 2009.) bio je hrvatski profesor, povjesničar, književnik, dramski pisac, glumac, glazbenik, karikaturist, novinar, bibliotekar, aforist i partizan.

## Životopis
Zujić je rođen u Poljicima 1929. godine u Kraljevini Jugoslaviji. Otac mu je bio Ante Luka (1899. – 1934.) a majka Mila (1901. – 1993.), imao je dvoje braće od kojih je bio drugi najstariji. Njegova obitelj je bila jako siromašna. U partizane odlazi 1944. godine, gdje je bio član Agit-propa Okružnog odbora USAOH-a za područje Biokovo-Neretva. Godine 1955. postaje učitelj u Imotskoj gimnaziji, a 1953. upoznaje i ženi se za Eleonoru "Bebu" Perušić. Imaju dva sina i jednu kćer.  

## Posao
Zujić je pisao mnoge knjige[koje? popis!] (uglavnom o imotskoj povijesti), pjesme, drame i komedije i kompozicije. Znao je svirati 10 instrumenata: saksofon, klarinet, .[nedostaje izvor] Predavao je hrvatski jezik i povijest i u imotskoj gimnaziji, a nekoliko godina i ruski jezik. Osim redovitog posla bavio se glazbenom i kazališnom umjetnošću, a ponajviše novinarstvom. Dizajnirao je poštanske markice za Imotski.

## Obrazovanje
Zujić je pohađao pučku školu u Krivodolu i Splitu. Po završetku rata pohađa partizansku gimnaziju u Hvaru (dva razreda u jednoj godini) te dva razreda u Zagrebu, gdje je i maturirao. Želio je upisati dramski studij u Zagrebu, ali ga zbog vida i debelih naočala nisu primili pa upisuje još dva fakulteta. Na Pravnom fakultetu iz inata polaže najteži ispit Rimsko pravo, zatim se prebacuje na Medicinski fakultet, koji također ubrzo napušta.

## Knjige
- Imoćani i Imotska krajina 1941.-1945.